# 中村ストアー
株式会社中村ストアーは埼玉県のスーパーマーケットチェーン「ナカムラストアー」を運営する企業。CGCグループに加盟。

## 店舗
- 都幾川店
- 吉見本店

## 過去に存在した店舗
- 久喜店　（旧与野フード）
- 大和田店
- 行田店（旧 とりせん跡）パシオス行田店1階
- 鶴ケ岡店（入間郡大井町）
- 吹上店（与野フード跡）
- 和戸店（与野フード跡）現 マルヤ和戸店
- 所沢店